# Jurva
Jurva este o fostă comună din Finlanda.